# Капорчано
Капорчано (итал. Caporciano) — коммуна в Италии, расположена в области Абруццо, подчиняется административному центру Л’Акуила.
Население составляет 265 человек (на 2005 г.), плотность населения составляет 14,5 чел./км². Занимает площадь 18,28 км². Почтовый индекс — 67020. Телефонный код — 0862.
Покровителем коммуны почитается святой Бенедикт Нурсийский. Праздник ежегодно празднуется 11 июля.